# Astragalus gaudanensis
Astragalus gaudanensis är en ärtväxtart som beskrevs av Boris Fedtjenko. Astragalus gaudanensis ingår i släktet vedlar, och familjen ärtväxter. Inga underarter finns listade i Catalogue of Life.